# Kupon
A kupon(szelvény) pénzhelyettesítő eszköz a gazdaság meghatározott területein. Kupon a neve a részvények, értékpapírok olyan szelvényrészének, amelyre meghatározott időszakonként (pl. félévenként) pénzt fizetnek ki.

## A kereskedelemben
A marketingben a kupon olyan jegy vagy dokumentum, amit árengedményként válthatnak be vásárlás során az azzal rendelkező vevők. Vásárlásösztönzés gyanánt ilyen kuponokat bocsátanak ki üzletláncok, nagy- és kiskereskedők és más forgalmazók, hogy termékeik iránt nagyobb kereslet keletkezzen. Ideális és viszonylag olcsó marketing eszköz.
- A kupon előnye, hogy kibocsátója a forgalomra gyakorolt hatását jól tudja mérni.
- Kuponokat találhatunk sajtótermékeben, szórólapokon  vagy külön nyomtatvány (kuponfüzet) formájában.
- A kuponokat újabban webes felületen, e-mailben vagy sms-ben is eljuttathatják a felhasználóknak.[forrás?]

## Online kuponok
Az interneten akár bankkártyás vásárlással is megvehetőek kuponok, amelyek abban különböznek a hagyományos kupontól, hogy előre kell fizetni, tehát nem utólag vonnak le egy bizonyos százalékot az árból, hanem előre fizeti ki a vásárló a kedvezményes árat, és a kupon felmutatásával megkapja az adott terméket, szolgáltatást. 